# Wolfgang Brezinka

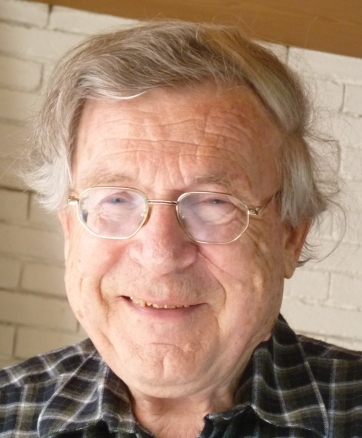
Wolfgang Brezinka (2011)

Wolfgang Brezinka (* 9. Juni 1928 in Berlin; † 3. Januar 2020 in Telfes im Stubai, Tirol) war ein deutsch-österreichischer Erziehungswissenschaftler. Er war Professor für Pädagogik an der Pädagogischen Hochschule in Würzburg sowie an den Universitäten Innsbruck und Konstanz. Brezinka gilt als einer der wichtigsten Vertreter der empirischen Erziehungswissenschaft und hat sich im Rahmen seiner pädagogischen Forschung besonders für eine möglichst exakte Definition erziehungswissenschaftlicher Grundbegriffe eingesetzt.

## Leben
Wolfgang Brezinka studierte nach sozialpädagogischer Praxis Philosophie, Psychologie und Pädagogik. Er wurde 1951 an der Universität Innsbruck promoviert und war danach am Institut für Vergleichende Erziehungswissenschaft in Salzburg tätig. 1954 habilitierte er sich in Innsbruck im Fach Pädagogik und war 1957/58 als Forschungs-Stipendiat für sozialpsychologische und soziologische Studien an der Columbia University sowie der Harvard University tätig.
1958 erhielt er einen Ruf an die Pädagogische Hochschule Würzburg (außerordentlicher Professor 1958 und ordentlicher Professor 1959) und hatte auch das Rektorat inne. Es folgten Professuren an den Universitäten Innsbruck (1960–1967) und Konstanz (1967–1996). Die Philosophisch-Theologische Hochschule Brixen übertrug ihm 1983 und 1990 eine Gastprofessur. 1984 nahm er eine Gastprofessur an der Universität Fribourg in der Schweiz wahr; 1985 war er als Gastprofessor an der University of South Africa in Pretoria tätig.
Brezinka war verheiratet mit Erika Brezinka (geb. Schleifer, * 28. Mai 1927, † 2. Januar 2022); aus der Ehe stammen drei Kinder, der Arzt Christoph Brezinka, die Psychotherapeutin Veronika Brezinka und der Dirigent und Kulturmanager Thomas Brezinka. Wolfgang Brezinka lebte nach seiner Emeritierung in Telfes im Stubai (Tirol), wo er im Januar 2020 im Alter von 91 Jahren starb.

## Theorie
Brezinka gehörte zu den Verfechtern einer empirisch-analytischen Erziehungswissenschaft bzw. einer wissenschaftlichen Pädagogik.
In seiner Metatheorie der Erziehung unterschied Brezinka drei Klassen von Erziehungstheorien: die Erziehungswissenschaft, die Philosophie der Erziehung und die Praktische Pädagogik:
- Die Erziehungswissenschaft ist eine wissenschaftliche Disziplin, die deskriptiv, kausalanalytisch, prognostisch und technologisch ausgerichtet ist. Sie dient a) der Beschreibung der Erziehungsphänomene und der erziehungsrelevanten Sachverhalte, die in der erfahrungsmäßig zugänglichen Wirklichkeit (der Realität) zu ermitteln sind; b) der Suche nach Ursache-Wirkungszusammenhängen zwischen den Gegebenheiten in der Wirklichkeit; c) der Voraussage, bei der auf der Grundlage der festgestellten Ursache-Wirkungs-Zusammenhänge aus dem Vorhandensein bestimmter Bedingungen (Ursachen) auf das Eintreten künftiger Sachverhalte (Wirkungen) geschlossen wird; d) der Ausarbeitung einer Technologie (oder Technikenlehre), in der ebenfalls auf der Grundlage der festgestellten Ursache-Wirkungs-Beziehungen die Mittel und Verfahren zur Hervorbringung von erwünschten, aber noch nicht vorhandenen Sachverhalten angegeben werden. Die Erziehungswissenschaft enthält nur Informationen über Tatsachen und die Zusammenhänge zwischen ihnen, aber keine Wertungen.
- Die Philosophie der Erziehung ist eine philosophische Disziplin, in der neben anderen Themen in erster Linie Wertungsfragen behandelt und Wertungsprobleme entschieden werden. Sie ist eine wissenschaftsanaloge, aber keine rein wissenschaftliche Disziplin: Die Theorien werden freilich dort wie überall sonst in der Normativen Philosophie so weit wie möglich nach wissenschaftlichen Grundsätzen und mit wissenschaftlichen Methoden abgefasst. Sie enthalten aber auch außer-wissenschaftliche Werturteile, weil solche Urteile für bestimmte Entscheidungen (z. B. über die Ziele der Erziehung) unabdingbar sind. Die Werturteile werden nicht einfach vorgenommen, sondern so weit wie möglich vernunftmäßig und unter Abwägung von Gegenvorschlägen begründet.
- Die Praktischen Pädagogiken sind eine Klasse von handlungsorientierenden Erziehungstheorien. Sie werden zwar (im Idealfall) ebenfalls so weit wie möglich unter Berücksichtigung des erziehungswissenschaftlichen und philosophischen Wissens ausgearbeitet, sind aber von einem bestimmten religiösen, weltanschaulichen oder moralphilosophischen Standpunkt aus geschrieben. Eine christliche Praktische Pädagogik informiert zum Beispiel (christliche) Praktiker darüber, welche Möglichkeiten sie beim Erziehen in einer gegebenen geschichtlich-kulturellen Lage haben und was sie tun (anstreben und unterlassen) sollen. Andere Praktische Pädagogiken von anderen Wertungsstandpunkten und mit abweichenden Handlungsempfehlungen sind möglich oder schon vorhanden (z. B. freidenkerische, liberale, marxistische usw.).

Seine Schriften sind in zahlreichen Auflagen und Sprachen erschienen (Chinesisch, Englisch, Italienisch, Japanisch, Koreanisch, Norwegisch, Persisch, Polnisch, Russisch, Spanisch, Tschechisch). Von daher kann Brezinka als der in der Gegenwart im Ausland meist rezipierte pädagogische Denker des deutschen Sprachraums gelten.
Als praktischer Pädagogiker urteilte er von einem konservativen Standpunkt aus, als Erziehungswissenschaftler hat er sich in wissenschaftstheoretischen Fragen an Viktor Kraft, Karl R. Popper, Hans Albert und Wolfgang Stegmüller orientiert. Richtungsweisend ist die von ihm erarbeitete Definition des Erziehungsbegriffs:

„Unter Erziehung werden Handlungen verstanden, durch die Menschen versuchen, das Gefüge der psychischen Dispositionen anderer Menschen in irgendeiner Hinsicht dauerhaft zu verbessern oder seine als wertvoll beurteilten Bestandteile zu erhalten oder die Entstehung von Dispositionen, die als schlecht bewertet werden, zu verhüten.“

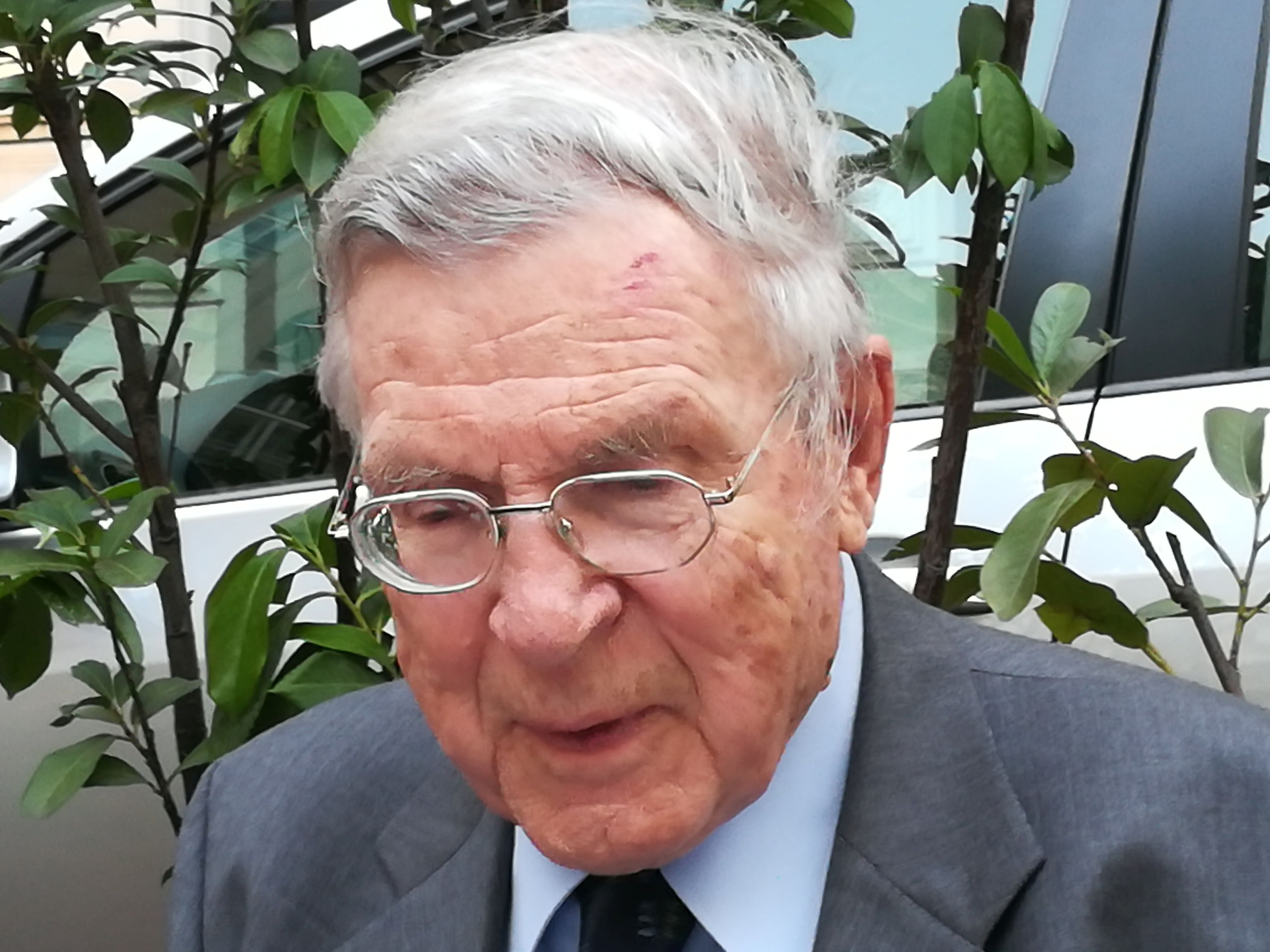
Wolfgang Brezinka bei seinem 90. Geburtstag (2018) anlässlich des Festaktes der Österreichischen Akademie der Wissenschaften in Wien

Seit seiner Emeritierung arbeitete er mit Unterstützung der Österreichischen Akademie der Wissenschaften an der Geschichte des Faches Pädagogik in Österreich. Am 20. Juni 2018 ehrte ihn die Österreichische Akademie der Wissenschaften anlässlich seines 90. Geburtstags mit einem Festakt mit Vorträgen von Brigitte Mazohl und Karl Acham. Den ersten Band seiner Lebenserinnerungen (Vom Erziehen zur Kritik der Pädagogik: Erfahrungen aus Deutschland und Österreich) konnte er noch selbst herausbringen, den zweiten Band hat er 2019 noch fertiggestellt, die Publikation hat er nicht mehr erlebt.

## Ehrungen und Auszeichnungen
- Tiroler Adler-Orden in Gold (1984)
- Österreichisches Ehrenkreuz für Wissenschaft und Kunst I. Klasse (1989)
- Korrespondierendes (1992) und wirkliches Mitglied (seit 1997) der Österreichischen Akademie der Wissenschaften
- Ehrenmitglied des Berufsverbandes österreichischer Psychologen (1993)
- Kardinal-Innitzer-Preis (1994)
- STAB-Preis, Zürich (1995)
- Bundesverdienstkreuz am Bande des Verdienstordens der Bundesrepublik Deutschland (1996)
- Ehrendoktorwürde Dr. phil. h. c. der TU Braunschweig (2001)[10]
- Goldenes Ehrenzeichen für Verdienste um das Land Wien (2001)
- Laurea honoris causa zum Dr. pad. h. c. der Universitá Cattolica del Sacro Cuore[11][12]

## Schriften (Auswahl)
- Erziehung als Lebenshilfe – Eine Einführung in die pädagogische Situation. Ernst Klett Verlag, Stuttgart 1957 (8. Auflage 1971), ISBN 978-3129214107.
- Von der Pädagogik zur Erziehungswissenschaft. Beltz, Weinheim 1971 (3. Auflage 1975), ISBN 3407182368.
- Die Pädagogik der Neuen Linken. Ernst Reinhardt Verlag, München, 1972 (6. Auflage 1981), ISBN 978-3497009664.
- Grundbegriffe der Erziehungswissenschaft. UTB für Wissenschaft, Stuttgart 1974 (5. Auflage 1990), ISBN 978-3497009589.
- Metatheorie der Erziehung. Ernst Reinhardt, München 1978, ISBN 978-3497008469.
- Erziehung in einer wertunsicheren Gesellschaft. Reinhardt Verlag, München 1986 (3. Auflage 1993), ISBN 978-3497011087.
- Erziehungsziele, Erziehungsmittel, Erziehungserfolg. Ernst Reinhardt Verlag, München 1976 (3. Auflage 1995), ISBN 978-3497009596.
- Tüchtigkeit. Analyse und Bewertung eines Erziehungszieles. Ernst Reinhardt Verlag, München 1987, ISBN 3-497-01127-4.
- Aufklärung über Erziehungstheorien. Beiträge zur Kritik der Pädagogik. UTB, Stuttgart 1989, ISBN 978-3497011698.
- Glaube, Moral und Erziehung. Erst Reinhardt Verlag, München 1992, ISBN 978-3497012527.
- Erziehung und Pädagogik im Kulturwandel. Ernst Reinhardt Verlag, München 2003, ISBN 978-3497016280.
- Gesammelte Werke. 10 Bände auf CD-ROM. Ernst Reinhardt Verlag, München 2007, ISBN 978-3-497-01885-7.
- Pädagogik in Österreich. Die Geschichte des Faches an den Universitäten vom 18. bis zum 21. Jahrhundert. Band 1: Wien. Verlag der Österreichischen Akademie der Wissenschaften, Wien 2000, ISBN 978-3-7001-2908-0.
- Pädagogik in Österreich. Die Geschichte des Faches an den Universitäten vom 18. bis zum Ende des 20. Jahrhunderts. Band 2: Prag, Graz, Innsbruck. Verlag der Österreichischen Akademie der Wissenschaften, Wien 2003, ISBN 978-3-7001-3218-9.
- Pädagogik in Österreich: Die Geschichte des Faches an den Universitäten vom 18. bis zum 21. Jahrhundert. Band 3: Pädagogik an den Universitäten Czernowitz, Salzburg und Linz. Verlag der österreichischen Akademie der Wissenschaften, Wien 2008, ISBN 978-3-7001-4004-7.
- Pädagogik in Österreich. Die Geschichte des Faches an den Universitäten vom 18. bis zum 21. Jahrhundert. Band 4: Pädagogik an der Wirtschaftsuniversität Wien und der Universität Klagenfurt. Abschließender Überblick und Bilanz. Verlag der Österreichischen Akademie der Wissenschaften, Wien 2014, ISBN 3-7001-7587-6.
- Vom Erziehen zur Kritik der Pädagogik: Erfahrungen aus Deutschland und Österreich. Böhlau Verlag, Wien 2019, ISBN 3-205-23169-4.
- Pädagogik als umkämpftes Fach. Lebenserinnerungen 1967 – 2020. Mit einer Dokumentation zur frühen Geschichte der Universität Konstanz. Böhlau, Wien 2020, ISBN 978-3205211709.